# Monte Pomerape
Il Pomerape è uno stratovulcano alto 6.282 m s.l.m. ai confini tra Cile e Bolivia fa parte del guruppo Nevados de Payachatas. Il vulcano attualmente inattivo, si formò nel Pleistocene l'ultima eruzione ha avuto luogo circa duemila anni fa.